# فولكر روت
فولكر روت (بالألمانية: Volker Roth)‏ هو حكم كرة قدم ولاعب كرة قدم ألماني، ولد في 1 فبراير 1942 في كيمنتس في ألمانيا.

## روابط خارجية
- فولكر روث على موقع Soccerway.com (الإنجليزية)
- فولكر روث على موقع أوليمبيديا (الإنجليزية)